# Ulieș (okręg Hunedoara)
Ulieș – wieś w Rumunii, w okręgu Hunedoara, w gminie Gurasada. W 2011 roku liczyła 78 mieszkańców.